# Арнольд Ротштейн
Арно́льд Ротште́йн (17 січня 1882 — 5 листопада 1928) — на прізвисько «Мозок» — американський підприємець і азартний гравець, який став значною фігурою в єврейській мафії Нью-Йорка.
За словами публіциста Лео Кэтчера, Ротштейн «трансформував організовану злочинність, перетворивши бандитську діяльність хуліганів і вбивць у великий бізнес, що працює немов корпорація, на чолі якої стояв він сам».
Інший американський письменник, Річ Коен, вважає, що саме Ротштейн був першим, хто побачив у "Сухому законі можливість вилучення неймовірних прибутків, розпізнавши всі переваги ранньої стадії капіталізму і досягнувши успіху в ньому. Іноді його називають Мойсеєм або царем єврейських гангстерів. Як одного разу сказав Лаки Лучано: Ротштейн навчив його одягатися.

## Життєпис
Арнольд народився в Нью-Йорку в родині успішного єврейського підприємця Абрахама Ротштейна. З дитинства захоплювався математикою. На відміну від старшого брата, який вивчився на рабина, з раннього віку виявляв великий інтерес до грального бізнесу.
Приблизно до 1910 року Арнольд перебрався на Манхеттен, в район Тендерлойн, де організував своє перше казино. Він також робив великі ставки на скачках іподрому, створивши широку мережу інформаторів і щедро сплачуючи за інформацію про учасників змагань. З введенням «Сухого закону» інвестував кошти в бари, що нелегально торгували алкоголем. Завдяки своїм фінансовим махінаціям до тридцяти років став мільйонером.
Найбільш відомий скандальний випадок — так званий Sox Black Scandal: Ротштейна звинуватили у підкупі бейсбольних гравців «Чикаго Вайт Сокс» напередодні вирішального матчу в 1919 році, але незважаючи на масштабне і тривале розслідування, довести його причетність не вдалося.
4 листопада 1928 року на Арнольда Ротштейна було скоєно замах в готелі «Парк Централ» (Манхеттен), він був важко поранений і помер на наступний день у шпиталі. Згідно з найбільш поширеною легендою, у нього стріляли через великий картковий борг, який він відмовився оплатити після останньої гри в покер. За його вбивство офіційно так ніхто і не поніс покарання. Похований на нью-йоркському цвинтарі «Union Field Cemetery».

## У мистецтві
Френсіс Скотт Фіцджеральд зробив Арнольда Ротштейна прототипом одного з персонажів у своєму романі «Великий Гетсбі» — Мейєра Вулфшима. Так само Арнольд Ротштейн показаний в серіалі «Підпільна імперія» під своїм ім'ям.